# Haren (Groningen)
Haren – wieś i gmina w północnej Holandii, w prowincji Groningen. Gmina zajmuje 50,70 km² i zamieszkuje ją 19.167 osób. Pozostałe miejscowości gminy Essen (Holandia), Felland, Glimmen, Harendermolen, Hoornsedijk, Noordlaren, Onnen, Paterswolde.
W miejscowości znajdują się znane w całej Holandii ogrody botaniczne Hortus Haren. Pierwsza wzmianka o miejscowości pochodzi z 1249 roku.

## Linki zewnętrzne

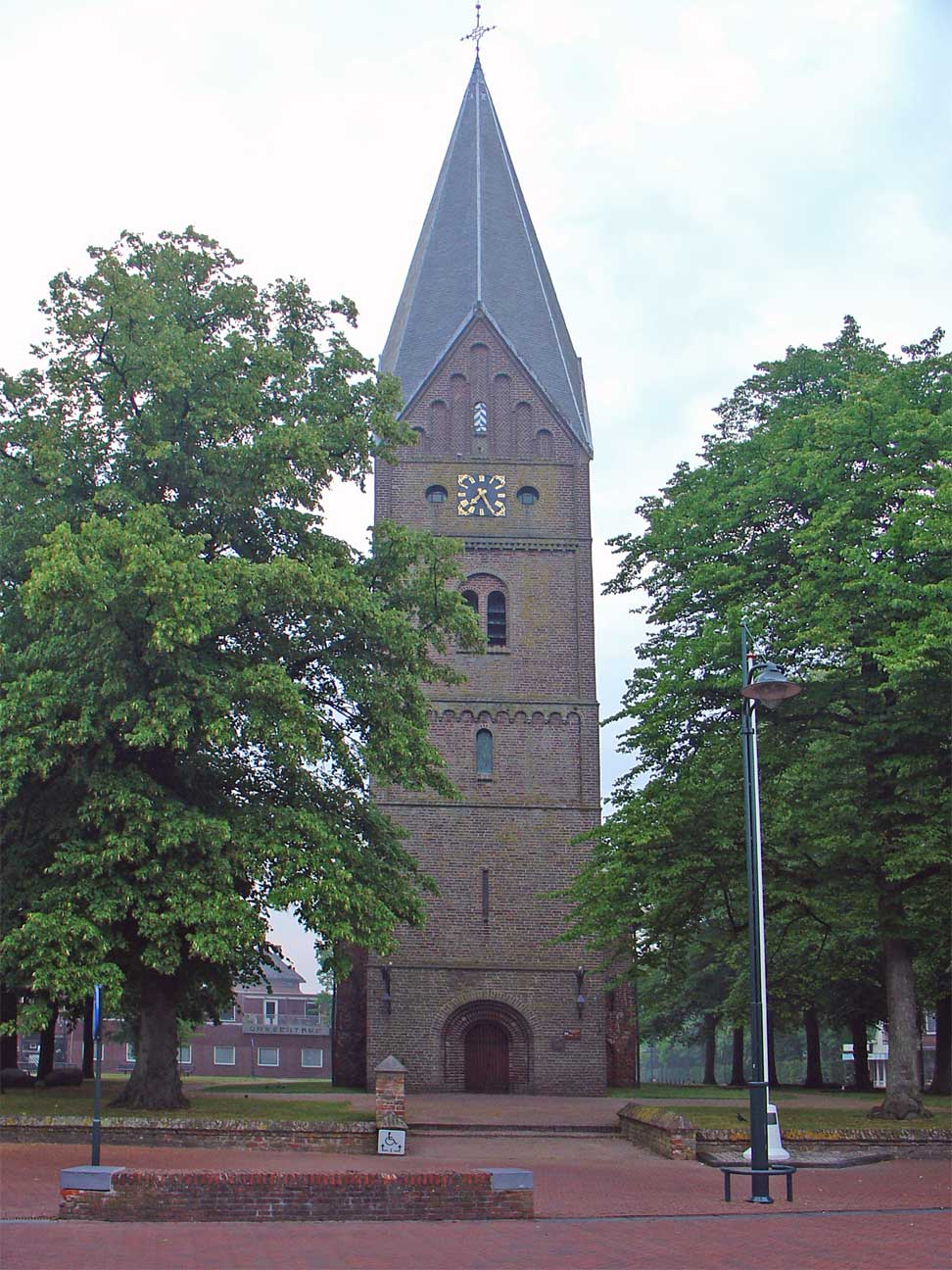
Kościół pw. św. Mikołaja